# 日比野恒次
日比野 恒次（ひびの つねじ、1903年7月11日 - 1989年2月21日）は電通相談役。岐阜県出身。

## 経歴
岐阜中学校から第四高等学校に進み東京帝国大学法学部政治学科入学。1928年に卒業と同時に電通に入社。上海電通広告公司主任理事を経て、1947年に取締役に就任。その後1950年に常務取締役、1957年に専務取締役、1960年に代表取締役副社長を経て、亡くなった吉田秀雄社長に代わって1963年2月8日に代表取締役社長に就任。電通テック本社ビル建築に指揮を執る。1964年に東京オリンピック大会では「マーケティング局」と「PR局」を新設し国家イベント参画への道を開く。1965年には旧吉田記念館（吉田秀雄氏私邸）および現金1億4千万円の出捐を得て、文部省の認可により吉田秀雄記念事業財団が発足し初代理事長となる。1973年に代表取締役相談役に退き、日本広告業協会会長に就任。1975年に電通代表取締役を退任し、1977年に同社の顧問になる。1981年に日本広告業協会会長を退任し1981年に再び電通相談役となる。その間に戸塚カントリー倶楽部理事お及び理事長、IAAの副会長も務めた。
1989年2月21日午前3時4分に心不全の為、三軒茶屋病院で死亡（享年85歳）。　

## 受賞歴
- 1966年　-　藍綬褒章
- 1973年　-　勲二等旭日重光章
- 1977年　-　マン・オブ・ザ・イヤー
- 1991年　-　マスコミ功労者顕彰